# Calvini
Calvini è un comune della Romania di 4 444 abitanti, ubicato nel distretto di Buzău, nella regione storica della Muntenia.
Il comune è formato dall'unione di 5 villaggi: Bîscenii de Jos, Bîscenii de Sus, Calvini, Frăsinet, Olari.